# El hombre que cae (Auguste Rodin)
El hombre que cae (L'Homme qui tombe) es una escultura del artista francés Auguste Rodin modelada en 1882 que forma parte de la emblemática Puerta del Infierno.
Esta figura representa la fuerza humana acumulada, la cual se precipita al vacío eterno del infierno. En La Puerta del Infierno, la escultura aparece en tres diferentes posturas: en la parte superior de la hoja o jamba izquierda; arriba de la columna derecha que sostiene a Mujer en cuclillas para formar el grupo Soy Bella y como pieza central de Avaricia en el extremo inferior. Por la posición de la primera figura, algunos autores han sugerido que Rodin sospechaba que el encargo de la Puerte sería cancelado ya que la posición arqueada del cuerpo hace difícil o imposible el abrir y cerrar de las puertas, en detrimento de su funcionalidad arquitectónica: 248–249 
Es interesante destacar como, aunque la figura aparezca en varias direcciones en La puerta, su musculatura no cambia; es decir que el artista no se fijó en la ley de gravedad para su representación. Este concepto anticipa la corriente moderna al privilegiar la expresividad sobre la verosimilitud. 

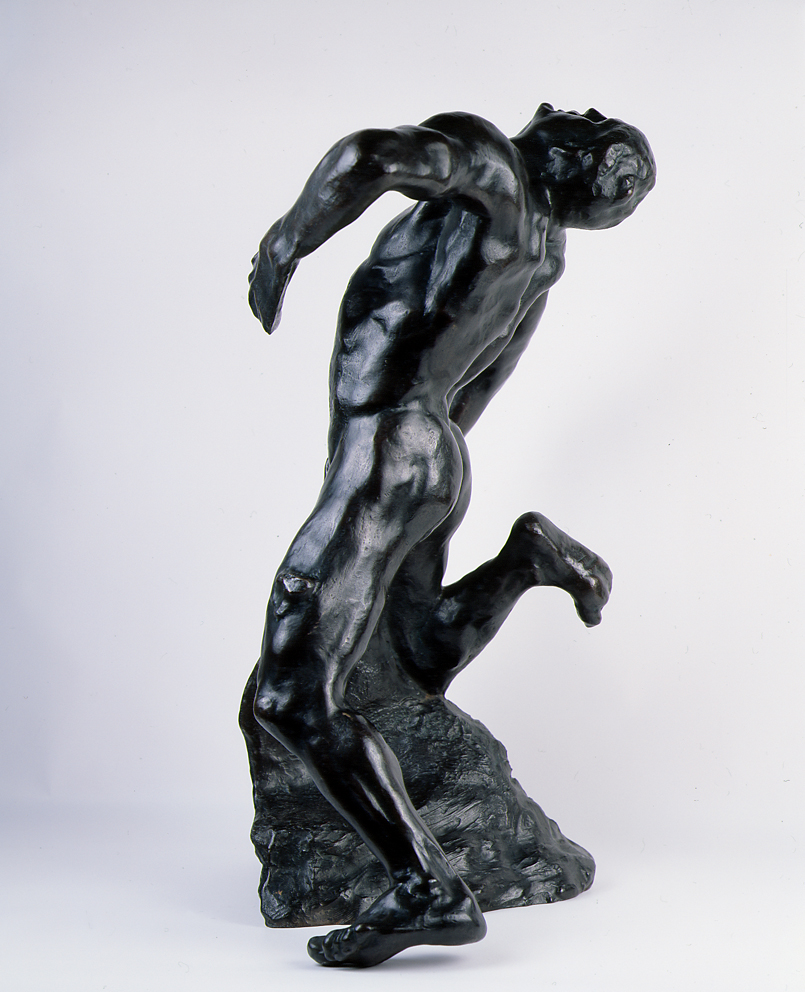
Vista lateral
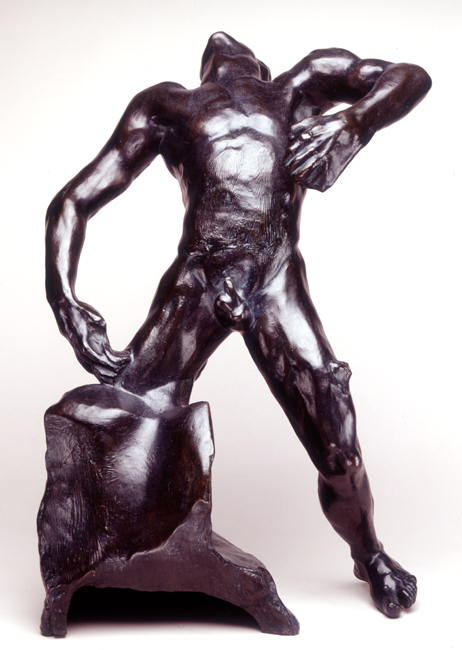
Vista frontal